# رافائل پاز
رافائل پاز (انگلیسی: Rafael Páez؛ زادهٔ ۱۰ اوت ۱۹۹۴) بازیکن فوتبال اهل اسپانیا است.
از باشگاه‌هایی که در آن بازی کرده‌است می‌توان به باشگاه فوتبال آلکورکون، باشگاه فوتبال ایبار، باشگاه فوتبال لیورپول، و باشگاه فوتبال بولونیا اشاره کرد.